# Crystallize ~기미토이우히카리~
Crystallize ~너라는 빛~(일본어: Crystallize ~君という光~ Crystallize ~기미토이우히카리~[*])는 GARNET CROW의 세 번째 앨범이다. 2003년 11월 12일 GIZA studio에서 발매되었다.
전곡의 작곡은 나카무라 유리, 작사는 아즈키 나나, 편곡은 후루이 히로히토 (〈영원을 앞서 나가는 한 순간의 우리들〉은 Miguel sa Pessoa·후루이 히로히토,〈꿈 꾼 후에 -lightin' grooves True meaning of love mix-〉는 이케다 다이스케 편곡) 가 맡았다.
그림 동화를 모티브로 한〈Marionette Fantasia〉, 왕년의 영화 배우와 영화 작품을 모티브로 한〈Endless Desire〉, 성서를 모티브로 한〈도주할 마을〉등의 수록곡에서 아즈키 나나의 개성적인 가사들이 나타나고 있다.

## 수록곡
1. 오늘의 너와 내일을 기다린다 (일본어: 今日の君と明日を待つ)
2. 너라는 빛
3. 스파이럴
4. 울 수 없는 밤도 울지 않는 아침도
5. 크리스탈·게이지
6. Marionette Fantasia
7. 영원을 앞서 나가는 한 순간의 우리들 (일본어: 永遠を駆け抜ける一瞬の僕ら)
8. Endless Desire
9. 도주할 마을 (일본어: 逃れの町)
10. Only Stay
11. 사랑밖에 할 수 없는 것처럼 (일본어: 恋することしか出来ないみたいに)
12. 꿈 꾼 후에 -lightin' grooves True meaning of love mix-

## 차트 성적
- 최고순위 5위 (오리콘)